# František Ježek (národní socialista)
František Ježek (28. dubna 1884 Soběslav – 22. června 1925 Soběslav) byl československý politik a poslanec Národního shromáždění republiky Československé za Československou socialistickou stranu (pozdější národní socialisté).

## Biografie
Narodil se jako nemanželský syn služebné Marie Ježkové v Soběslavi v domě čp. 141 na Táborském předměstí. Byl pokřtěn jako katolík, ale 23. prosince 1907 oznámilo c. k. okresní hejtmanství na Královských Vinohradech, že vystoupil z církve a je nyní bez vyznání. Osm let pobýval ve Vídni, kde se podílel na organizování národně sociálního hnutí mezi tamní českou menšinou. Působil za Rakouska-Uherska v antimilitaristickém hnutí. Za to byl dvakrát vězněn (odseděl si 17 měsíců). Od roku 1908 byl úředníkem okresní nemocenské pokladny v Rakovníku a vydával v tomto městě list Rakovnický kraj.
Po parlamentních volbách v roce 1920 získal poslanecké křeslo v Národním shromáždění za Československou stranu socialistickou. Mandát ale získal až dodatečně roku 1923 jako náhradník poté, co rezignoval poslanec Václav Draxl. Poté, co Ježek zemřel, obsadil jeho křeslo v roce 1925 poslanec František Vápeník.
Podle údajů k roku 1923 byl profesí úředníkem v Rakovníku. Před smrtí byl členem městské rady a okresní správní komise v Rakovníku a členem vedení rakovnické spořitelny i konzumního družstva Zádruha. Zemřel na plicní chorobu v červnu 1925.